# Németh Miklós (labdarúgó)
Németh Miklós, (Budapest, 1946. április 7. –) labdarúgó, csatár.

## Pályafutása
1964 és 1972 között volt a Ferencváros játékosa, ahol négy bajnoki ezüst- és egy bajnoki bronzérmet szerzett a csapattal. A Fradiban 105 mérkőzésen szerepelt (59 bajnoki, 33 nemzetközi, 13 hazai díjmérkőzés) és 61 gólt szerzett (27 bajnoki, 34 egyéb).

## Sikerei, díjai
- Magyar bajnokság
  - 2.: 1965, 1966, 1970-tavasz, 1970–71
  - 3.: 1969
- Magyar kupa (MNK)
  - győztes: 1972
  - döntős: 1967